# Roger Olmos

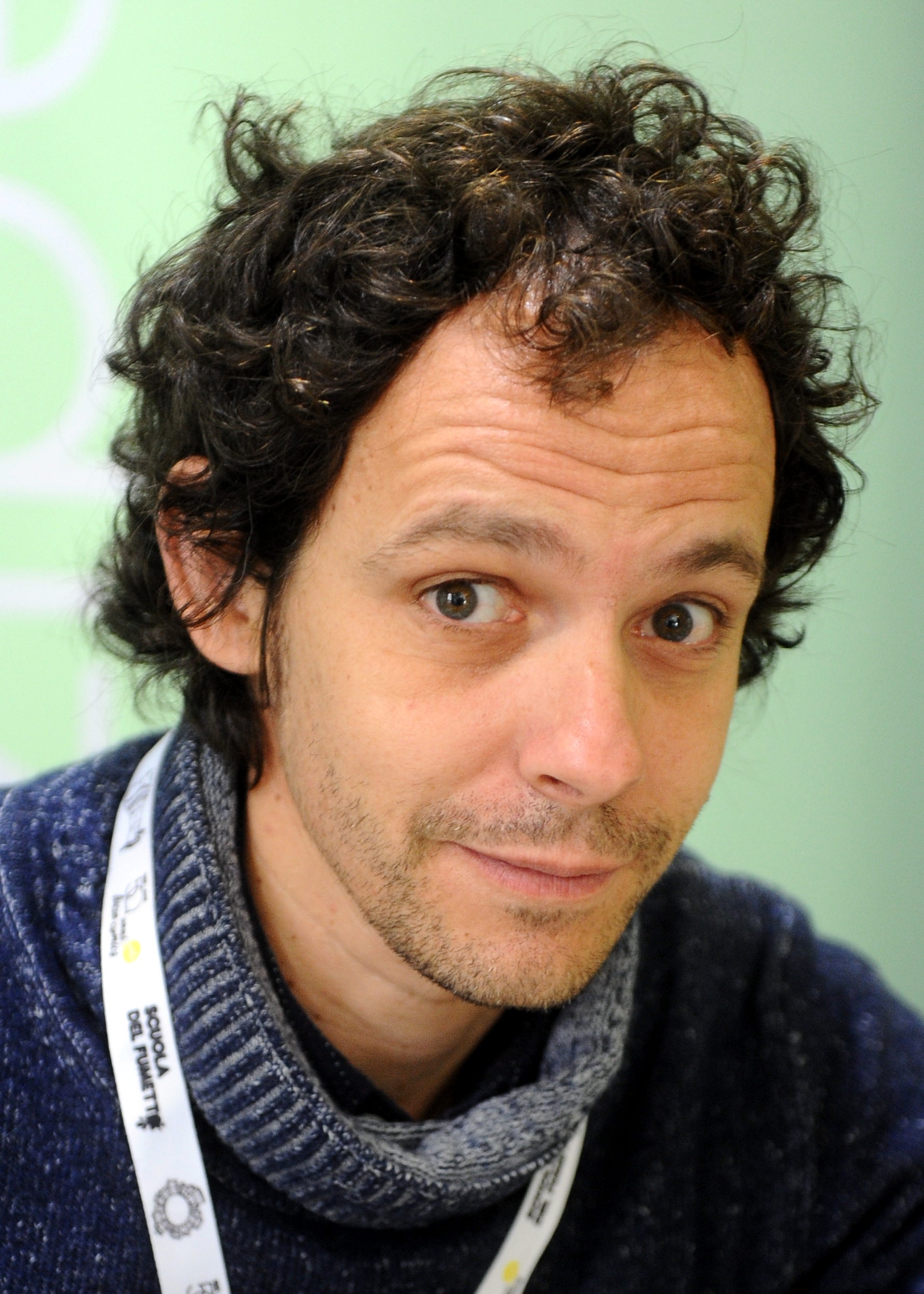
Roger Olmos (2016)

Roger Olmos (* 23. Dezember 1975 in Barcelona) ist ein spanischer Illustrator.

## Leben
Roger Olmos interessierte sich bereits in seiner Kindheit für Zeichnungen und Illustrationen sowie für Literatur, darunter besonders für die Werke von Brad Holland, Caza und Brian Froud. Nach seinem Schulabschluss im Jahr 1993 begann er zunächst eine Lehre beim Institut Dexeus als Wissenschaftsillustrator und schrieb sich anschließend an der Escuela de Artes y Oficios Llotja Avinyò in Barcelona ein. Seinen Abschluss machte er im Jahr 2000.
Seit Beginn seiner Laufbahn als Illustrator arbeitet er fast ausschließlich als Illustrator von Kinderbüchern. 1999 wurde er in die Auswahl des Bologna Children’s Book Fair aufgenommen und trat in Kontakt zu seinem ersten Verlag Kalandraka in Bologna. Im folgenden Jahr veröffentlichte er sein erstes Buch, Tío Lobo, das 2002 in den White Ravens-Katalog der Internationalen Jugendbibliothek München aufgenommen wurde. Hin und wieder wirkt er auch als Illustrator für kommerzielle Illustrationen sowie für Zeitschriften und das Fernsehen. Außerdem gestaltete er zahlreiche Buchumschläge und Cover für CDs.
Olmos veröffentlichte etwa neunzig Bücher in verschiedenen spanischen und internationalen Verlagen, darunter die Verlage Edelvives, Penguin Random House, Macmillan, Kalandraka, Oqo Editora, Ediciones B, la Galera, Teide, Anaya, Edebé, Planeta, Baula, #logosedizioni, Melhoramentos, Bromera, Editions 62 und Pirouette.
Als Veganer und Tierschützer engagiert er sich in der Stiftung für den Tierschutz FAADA (Fundación para el Asesoramiento y Acción en Defensa de los Animales). Aus dieser Lebenshaltung entstanden zwei Bücher: Senzaparole (2014) – das Zustimmung bei prominenten Persönlichkeiten wie Jane Goodall und J. M. Coetzee fand und das er selbst als eines seiner wichtigsten Bücher definiert hat – und Amigos (2017). Beide Bücher wurden in Kooperation mit FAADA veröffentlicht.
Olmos gab zudem Illustrations-Workshops in den internationalen Niederlassungen des Istituto Cervantes, an der Fakultät der bildenden Künste der Universität von Vigo und an der Fine Art Factory in Martina Franca. Seit einigen Jahren lehrt er an der Ars in Fabula Summer School in Macerata.
Seine Werke wurden in Einzel- und Gruppenausstellungen gezeigt, unter anderem in Deutschland, Spanien, Italien, Japan und in den Niederlanden.

## Preise und Auszeichnungen
- 1999, 2002 und 2005: Aufnahme in die Auswahl des Bologna Children’s Book Fair
- 2002: Aufnahme in die Auswahl White Ravens, Tío Lobo, Kalandraka[8]
- 2004: Aufnahme in die Auswahl White Ravens, El Libro de las fábulas, Ediciones B[13]
- 2006: Besondere Erwähnung White Ravens, La cosa que más duele en el mundo, OQO[14]
- 2006: Preis Llibreter de Álbum Ilustrado, La cosa que más duele en el mundo, OQO
- 2008: Preis Lazarillo de Álbum Ilustrado, El príncipe de los enredos, Edelvives[15]
- 2013: Preis Hospital Sant Joan de Déu, La màquina de pessigoles, la Galera
- 2014: Preis des spanischen Kultusministeriums „Mejor álbum editado categoría infantil y juvenil“, Regálame un beso, Lumen[16]
- 2015: Preis 400Colpi, Torredilibri, Senzaparole, #logosedizioni
- 2016: Preis des spanischen Kultusministeriums „Mejor libro ilustrado categoría infantil y juvenil“, La leyenda de Zum, Nubeocho

## Werke (Auswahl)
- Tío lobo. Text: Xosé Ballesteros, Kalandraka, Pontevedra 2000, ISBN 8484640426.
- El cuadro más bonito del mundo. Text: Miquel Obiols, Kalandraka, Pontevedra 2001, ISBN 8484641007.
- El libro de las fábulas, Ediciones B, Spanien 2003, ISBN 8466611762.
- Lazarillo de Tormes. Bearbeitung des Textes: Luis García Martín, Edelvives, Spanien 2004, ISBN 8426354084.
- Concierto para animales. Text: Andrés Valero Castells, Kalandraka, Spanien 2005, ISBN 8484645401.
- La cosa que más duele en el mundo. Text: Paco Liván, OQO, Pontevedra 2005, ISBN 8493449962.
- La cabra boba. Text: Pep Bruno, OQO, Spanien 2006, ISBN 8496573214.
- ¡Sígueme! (una historia de amor que no tiene nada de raro). Text: José Campanari, OQO, Spanien 2006, ISBN 9788496788039.
- Sherlock Holmes y el caso de la joya azul. Bearbeitung des Textes: Rosa Moya, Lumen, Barcelona 2008, ISBN 9788448839796.
- La reina Victoria. Text: Lytton Strachey, Übersetzung: Silvia Pons Pradilla, Lumen, Spanien 2008, ISBN 9788426416827.
- El príncipe de los enredos. Text: Roberto Aliaga, Edelvives, Saragossa 2009, ISBN 9788426372338.
- Chevalier Auguste Dupin y la carta robada. Bearbeitung des Textes: Rosa Moya, Lumen, Barcelona 2009, ISBN 9788448839819.
- Las aventuras de Tom Sawyer. Bearbeitung des Textes: Rosa Moya, Lumen, Barcelona 2009, ISBN 9788448839833.
- Entresombras y el circo ambulante. Text: Roberto Aliag, Macmillan Education Iberia, Madrid 2010, ISBN 9788479425951
- Entresombras y la llave maestra. Text: Roberto Aliaga, Macmillan Education Iberia, Madrid 2010, ISBN 9788479425975.
- Superhéroes. Text: Roberto Aliaga, Anaya, Spanien 2011, ISBN 978-8467813630.
- Roger Olmos. Catalogo, #logosedizioni, Italien 2011, ISBN 9788857602776.
- Entresombras y el viaje del fin… de curso. Text: Roberto Aliaga, Macmillan Education Iberia, Madrid 2011, ISBN 9788479428334.
- Storia del bambino buono. Storia del bambino cattivo. Text: Mark Twain, Übersetzung: Valentina Vignoli, #logosedizioni, Modena 2012, ISBN 978-8857605951
- Una storia piena di lupi. Text: Roberto Aliaga, Übersetzung: Antonella Lami, #logosedizioni, Modena 2012, ISBN 9788857602646.
- Entresombras y la cabalgata macabra. Text: Roberto Aliaga, Macmillan Education Iberia, Madrid 2012, ISBN 9788415426493.
- Regálame un beso. Text: David Aceituno, Lumen, Spanien, 2014, ISBN 978-84-488-4056-3.
- La leyenda de Zum. Text: Txabi Arnal, Nubeocho Ediciones, Spanien, 2015, ISBN 978-84-944137-0-4.
- El detective Lucas Borsalino. Text: Juan Marsé, Alfaguara, Madrid 2012, ISBN 9788420411736.
- Zak! Una zebra sopra le righe. Text: Cristina Nenna, Valentina edizioni, Milano 2017, ISBN 9788897870982.
- Lo struffallocero blu. Text: Ursula Wölfel, Übersetzung: Valentina Vignoli, #logosedizioni, Modena 2018, ISBN 978-88-576-0982-9.
- La foca bianca. Text: Rudyard Kipling, Übersetzung: Federico Taibi, #logosedizioni, Modena 2019, ISBN 9788857610245.
- L’Isola del Tesoro. Text: Robert Louis Stevenson, Übersetzung: Alberto Frigo, #logosedizioni, Modena 2020, ISBN 9788857610764.
- Amici per la pelle, #logosedizioni, Modena 2021, ISBN 9788857611341.
- Il richiamo della foresta. Text: Jack London, Übersetzung: Mirta Cimmino, #logosedizioni, Modena 2021, ISBN 9788857611549.
- Il canzoniere della Ciopi, #logosedizioni, Modena 2022, ISBN 9788857611617.
- Shark! Text: Gert Vons, #logosedizioni, Modena 2022, ISBN 9788857611631.
- Alfabeto manuale. Text: SegniAmo Bimbi, #logosedizioni, Modena 2022, ISBN 9788857612959.
- La forza dei forti. Text: Jack London, Übersetzung: Davide Sapienza, #logosedizioni, Modena 2023, ISBN 9788857612621.
- Piccolo vocabolario, bebè e genitori. Text: SegniAmo Bimbi, #logosedizioni, Modena 2023, ISBN 9788857612966.